# Chesterfield

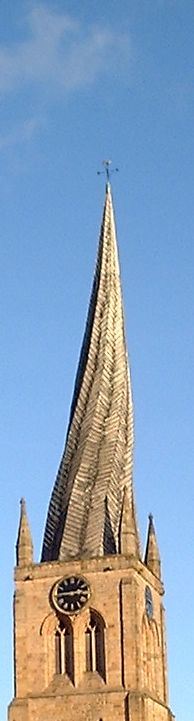
La guglia intrecciata di Chesterfield.

Chesterfield (AFI: [ˈʧɛsterfild]) è una città e un distretto metropolitano con status di borough del Regno Unito, nella contea inglese del Derbyshire.
Si trova a nord di Derby, alla confluenza dei fiumi Rother e Hipper.
Chesterfield è famosa per la sua chiesa parrocchiale di Santa Maria, che ha una peculiarità. La sua guglia gira verso l'alto in una spirale. La guglia ruota da sinistra a destra per circa 1/8 di giro, in più ha un'inclinazione di tre metri rispetto alla verticale. È stato riscontrato che ogni anno l'inclinazione aumenta leggermente, ma i tecnici assicurano che non vi è un rischio di crollo. Molte ipotesi sono state formulate per spiegare questo fenomeno, ma la più probabile è che quando le tegole di legno sul tetto della chiesa furono ricollocate al posto di quelle di piombo e d'ardesia, l'effetto dei raggi del sole abbia causato l'avvio dell'"intrecciamento" della guglia.

## Parrocchie civili
Le uniche parrocchie del distretto sono:
- Brimington
- Staveley

## Sport
A Chesterfield gioca una squadra di calcio, il Chesterfield Football Club, che milita nella quarta divisione inglese chiamata Football League Two. Il soprannome è Spireites (spire in inglese), in riferimento alla curiosa guglia della chiesa più rappresentativa della città.

## Amministrazione

### Gemellaggi
- Troyes
- Darmstadt
- Yangquan